# 鮎川義介
鮎川義介（日语：／ Aikawa Yoshisuke；1880年11月6日—1967年2月13日），是日本企业家、商人和政治家，鮎川是日产康采恩的创始人和第一任总裁（1931-1945）。此外鮎川還擔任過满洲重工业开发株式會社总裁、貴族院議員、帝国石油株式会社社長、石油資源開發株式会社社長、参議院議員。
與東條英機、星野直樹、岸信介、松岡洋右並稱為「滿洲五巨頭」。

## 生平

### 早年
1880年，生於山口縣吉敷郡大內村（現在的山口市大內地區），父親是舊長州藩士・鮎川弥八（第10代當主），母親是明治元勳井上馨的姪女。
先後就讀山口縣立山口尋常中學校和舊制山口高等學校。1903年，畢業於東京帝國大學工學部機械科後，進入芝浦製作所工作。隨後，為了親身體驗當時仿效歐美的所有技術，鮎川義介前往美國。在可鍛鑄鐵工廠工作約一年多的時間。

### 企業家生涯
1910年，在井上馨的支持下，成立了戸畑鋳物株式會社（現稱日立金屬），位於福岡縣遠賀郡戸畑町（現在的北九州市戸畑區）。戸畑鋳物株式會社製造聯軸器，期望產品滑順如葫芦表面，商標為葫蘆印。
1921年，公司開始使用當時少見的電爐生產聯軸器。1922年，在大阪成立了公司木津川製作所（位於桑名，現在是日立金屬三重縣桑名工廠的前身）。戸畑鋳物將聯軸器業務、商標權和「瓢箪印」商標轉讓給木津川製作所，繼續製造聯軸器。隨後，鮎川還合併當時率先成功生產國產初電鋼的安來製鋼所（現在的日立金屬安來製作所）。1924年，鮎川還開始製造鉱業用、工業用和船舶用的石油發動機。
1926年，合併木津川製作所和帝國鋳物株式會社（位於福岡縣若松市，現在的北九州市若松區）。合併後被譽為東洋第一的軋鋼工廠。
1928年，擔任義弟久原房之助經營的久原鉱業社長，將該公司改名為日本產業（日産）。當時，久原鉱業因第一次世界大戰後的戰後恐慌和久原的政界介入而面臨破產。在立憲政友會的田中義一等人的再建請求下，鮎川勉強接受。鮎川改組公司為控股公司，並形成了日產集團，其下包括日產汽車、日本礦業（同年12月改名為日本產業株式會社）、日立製作所、日產化學、日本油脂、日本冷蔵、日本炭鉱、日產火災、日產生命等眾多企業。
1929年，新設位於深川的戸畑鋳物東京製作所，生產用於汽車的可鍛鑄鐵。同年4月24日，日本產業的礦業部門獨立，成立日本鉱業株式會社。
1933年，從自動車工業株式会社免費獲得達特桑的製造權，並在同年12月成立自動車製造株式会社，以生產達特桑汽車。
1934年，合併安來製鋼所。

### 前往滿州國

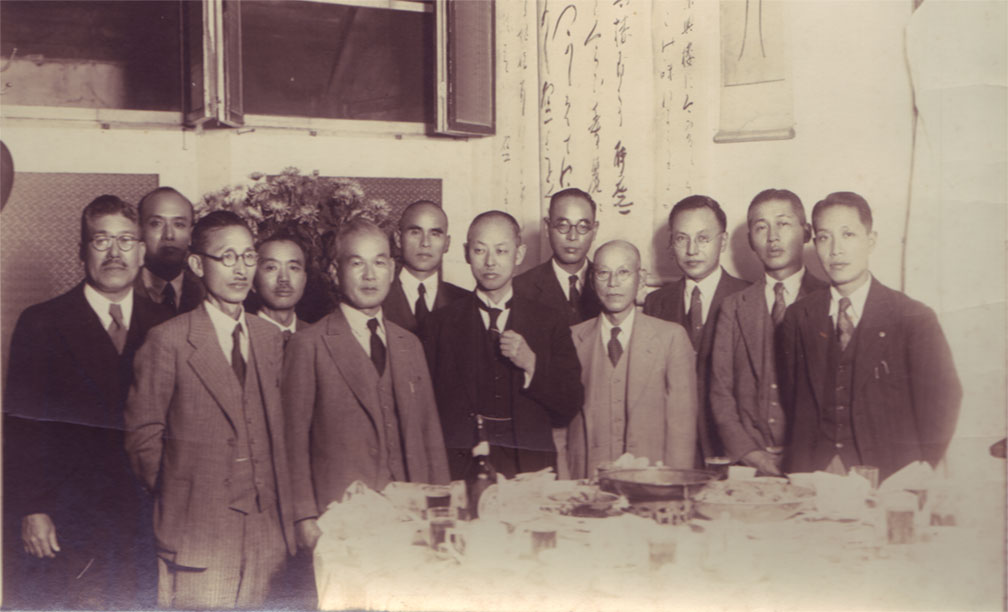
滿州重工業総裁時代

1934年，將自動車製造株式會社改名為日產汽車。同年發表《德國猶太人五萬人滿洲移住計劃》。猶太人移住計劃，旨在接納五萬名阿什肯納茲猶太人前往滿洲國，同時吸引美國猶太人的資本投資，促進滿洲開發，將滿洲作為對抗蘇聯的屏障（參考滿蒙問題、反共主義，以及防共協定）。這一計劃由陸軍上校、以在猶太事務上的專業知識而聞名的安江仙弘、海軍上校犬塚惟重和關東軍的「大陸派」（支持滿洲進入的軍人）制定（後來發展成為河豚計劃）。鮎川憑此獲得了關東軍的支持。時滿鐵理事松岡洋右也參與了河豚計劃。
1935年，戸畑鋳物改名為國產工業株式會社（因為公司業務擴大，名稱不再適用）。同年，為了為東京市民提供一個休憩場所，投入私人財產在伊豆大島建立公園（後來由東京都收購，成為東京都立大島公園）。
1937年，關東軍不滿滿洲國的經濟管理狀況，鮎川作為當時的財界新人三巨頭，應關東軍的要求，將日本產業遷至滿洲國，成立滿洲重工業開發株式會社（簡稱滿業），擔任首任總裁和諮詢委員。同時兼任滿洲國顧問、貴族院勅選議員和內閣顧問。鮎川被認為是當時滿洲國的軍事、政府和商業界的有實力人物之一。鮎川與關東軍參謀長東條英機、滿州國務院總務長官星野直樹、滿州總務廳次長岸信介並稱為「滿洲五巨頭」。
同年，與國產工業株式會社日立製作所進行對等合併。為了準備満業的創立，鮎川向早先已與其有關係的日立製作所的小平浪平委託經營國產工業株式會社。
1939年左右，鮎川與白洲次郎等人討論世界情勢，得出德國與英法間戰爭將以英法勝利結束的結論。由於與關東軍的關係惡化，開始考慮日產集團從滿洲撤退。1942年左右，鮎川辭去満業總裁的職位，由副總裁高碕達之助接任。1943年11月17日，藤原銀次郎進入東條內閣後，鮎川擔任了內閣顧問，同時是満業的諮詢委員。

### 戰後
1945年12月2日，盟軍最高司令官總司令部（GHQ）下令逮捕鮎川。鮎川是第三批被逮捕的59人之一，前滿洲重工業總裁的頭銜是引人逮捕的理由。在巢鴨拘置所拘留了20個月，但後來無罪。獄中，鮎川制定了日本的復興計劃。1952年，獲得日產集團各公司的投資後，鮎川成立了中小企業助成會並擔任會長。此後，鮎川致力於促進中小企業的發展。1953年，鮎川擔任帝國石油和石油資源開發的社長，並當選為參議院議員。
1956年，鮎川創立了日本中小企業政治連盟（中政連），並擔任總裁。此後，鮎川主要以政治家的身份度過晚年。同年，鮎川還擔任了全國中小企業團體中央會的會長。在此期間，鮎川擔任了岸內閣的經濟最高顧問，並擔任東洋大學的名譽總長。鮎川還擔任了產業計畫會議的委員（主席是松永安左衛門）。
1959年，鮎川再次當選參議院議員，但同時，鮎川的次子金次郎因涉嫌選舉舞弊而受到調查，12月辭去議員職務。
1966年，鮎川患有膽囊炎，在日本醫科大學附屬醫院接受手術，但由於年老，康復情況不佳，入院時間延長。1967年2月13日，因急性肺炎的併發症，在轉院至駿河台杏雲堂醫院後去世，享年86歲。追贈勳一等瑞寶章，並從從五位升遷為從三位。

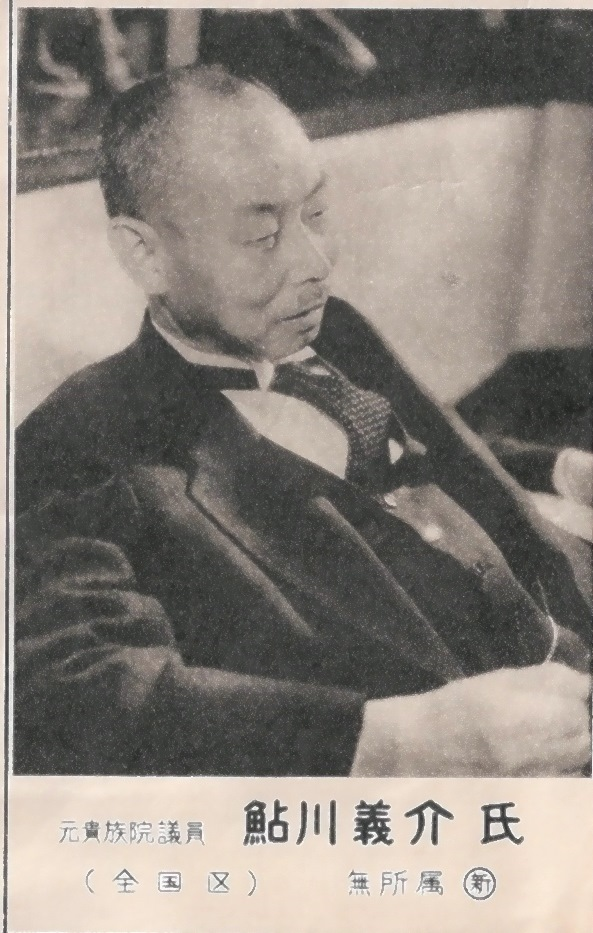
當選1953年4月24日第3回参議院議員選舉的鮎川義介，世界通信

鮎川的墓地位於多磨靈園。

## 著作
- . 銀行叢書 第21編. 東京銀行集会所. 1934-12. NDLJP: 1709697 NDLJP: 1712156 NDLJP: 2388071.
- . 実業之日本社. 1937-05. NDLJP: 1231977.
  -  改訂普及版. 実業之日本社. 1937-09. NDLJP: 1258006.
- . 東洋経済パンフレツト 第27輯. 東洋経済出版部. 1937-11. NDLJP: 1441593.
- . 中小企業助成会. 1952-10.
- 友田壽一郎編 (编). . 創元社. 1953-04.
- 友田壽一郎編 (编). . ダイヤモンド社. 1954-09.
- . 大蔵出版. 1955-12.
- . ダイヤモンド社. 1962-02.
- . 愛蔵本刊行会. 1964-09.
- . 私の履歴書 第24集. 日本経済新聞社. 1965-06.
- . 中政連運動十年史 別冊. 日本中小企業政治連盟. 1966-04.
- . 鮎川義介先生追想録編纂刊行会. 1968-11.
- . 私の履歴書 経済人 9. 日本経済新聞社. 1980-10. ISBN 9784532030599.

### 註解
1. ↑  在五十鈴歷史中，記載為1933年3月，石川島和達特兩間汽車製造公司合併，更名為自動車工業株式会社[7]。

## 註腳
1. ↑  「歴代議員一覧（50音順）」『歴代議員一覧 あ行～さ行（参議院関連資料集） （页面存档备份，存于）』參議院 (日本)
2. ↑  「鮎川義介」『鮎川義介 | 近代日本人の肖像 （页面存档备份，存于）』國立國會圖書館。
3. ↑  「鮎川義介関係文書（MF）（寄託）」『鮎川義介関係文書（MF）（寄託） | 国立国会図書館 （页面存档备份，存于）』國立國會圖書館。
4. ↑  . kotobank （日语）.
5. ↑  上田正昭、津田秀夫、永原慶二、藤井松一、藤原彰、『コンサイス日本人名辞典 第5版』、株式会社三省堂、2009年　55頁。
6. 1 2 3 4  .   [2023-07-31]. （原始内容存档于2014-12-16）.
7. ↑  . いすゞ自動車株式会社.   [2023-07-31]. （原始内容存档于2023-05-11） （日语）.
8. ↑  『官報』第12050號12-13頁 昭和42年2月16日號
9. ↑  財界革新の指導者 168ページ TBSブリタニカ 1983年

## 外部連結
- 鮎川義介 | 近代日本人の肖像 （页面存档备份，存于） - 国立国会図書館
- 鮎川義介 （页面存档备份，存于） - 歴史が眠る多磨霊園
- 『鮎川義介』：{{{3}}} - 青空文庫（日語）
- 在Find a Grave上的鮎川義介